# Dano, Burkina Faso
Dano este un oraș din provincia Ioba, Burkina Faso.